# Zahořany (okres Domažlice)
Zahořany (německy Sahorschan) jsou obec v okrese Domažlice v Plzeňském kraji. Žije zde přibližně 1 000 obyvatel.

## Historie
První písemná zmínka o obci pochází z roku 1239.

## Obyvatelstvo
| Rok            | 1869  | 1880  | 1890  | 1900  | 1910  | 1921  | 1930  | 1950  | 1961  | 1970  | 1980 | 1991 | 2001 | 2011 | 2021  |
| -------------- | ----- | ----- | ----- | ----- | ----- | ----- | ----- | ----- | ----- | ----- | ---- | ---- | ---- | ---- | ----- |
| Počet obyvatel | 1 855 | 1 911 | 1 806 | 1 807 | 1 895 | 1 881 | 1 830 | 1 304 | 1 263 | 1 050 | 898  | 911  | 918  | 961  | 1 024 |
| Počet domů     | 281   | 303   | 305   | 325   | 331   | 337   | 360   | 368   | 326   | 307   | 278  | 337  | 365  | 373  | 397   |

## Části obce
- Bořice
- Hříchovice
- Oprechtice
- Sedlice
- Stanětice
- Zahořany

## Pamětihodnosti
- Venkovské usedlosti čp. 17 a 30
- Špýchary u čp. 16 a 19